# Johan VII av Nassau-Siegen
Johan VII av Nassau-Siegen, född 1561 och död 1623 var en tysk greve av Nassau-Siegen.

## Biografi
Johan VII var son till greve Johan VI av Nassau-Dillenburg. Han var en av Moritz av Oraniens främsta medhjälpare vid utbildandet av den nederländska krigskonsten och inrättade senare en krigsakademi i Siegen. 1601-02 var Johan VII i svensk tjänst som överbefälhavare över armén i Livland och sökte, om än med dåligt resultat, omorganisera den efter nederländskt mönster. Johan VII var en ivrig protestant, och Gustav II Adolf besökte honom personligen i Heidelberg 1620, där Johan VII som stod Fredrik V av Pfalz när i hans frånvaro förde högsta befälet.